# Karlheinz Groß
Karlheinz Groß (* 1943 in Nordhausen; † 21. Juni 2009 in Mundelsheim) war ein deutscher Maler, Grafiker und Buchautor.

## Leben und Werk
Groß studierte von 1960 bis 1965 Grafik-Design und Illustration an der Werkkunstschule Merz und an der Höheren Fachschule für das grafische Gewerbe in Stuttgart. Ab 1966 arbeitete er als selbständiger Grafiker und Illustrator in Bietigheim-Bissingen. Groß war Karikaturist bei Zeitungs- und Zeitschriftenverlagen, Designer von Plakaten und Schallplattenhüllen und schuf Erscheinungsbilder für Kommunen. Darüber hinaus arbeitete er als Buchillustrator sowie als Gestalter von TV-Bildergeschichten für Kinder (zum Beispiel für die Sendung mit der Maus, Löwenzahn und Sandmännchen). Mit seinen eigenen Sandmännchen-Geschichten von Billy Backenzahn wurde Groß ab 1986 auch als Autor bekannt.
Von 1996 bis 1998 war Groß Galerist und Inhaber der Galerie in der Wendelinskapelle in Marbach am Neckar. Er war Mitglied im VBK Künstlerbund Baden-Württemberg. Groß lebte ab 1993 in Mundelsheim, wo er 2009 starb.

## Werke (Auswahl)
- Vom kleinen Vogel, der nicht singen konnte. Eine Bildergeschichte. Domino, München 1967
- Ich heiße Sigismund. Jugend und Volk, Wien/München 1971, ISBN 3-8113-7409-5
- Billy Backenzahn. Geschichten vom grossen Wachhund, der immer lachte. Thienemann, Stuttgart 1985, ISBN 3-522-16070-3
- Neue Geschichten von Billy Backenzahn. Thienemann, Stuttgart/Wien 1986, ISBN 3-522-16300-1
- Billy Backenzahn ist Spitze! Weitere Geschichten vom grossen Wachhund, der immer lachte. Thienemann, Stuttgart/Wien 1988, ISBN 3-522-14300-0
- Kalle Kugelbauch und Partner. Herder, Freiburg/Basel/Wien 1993, ISBN 3-451-22982-X
- Südliche Landschaften in Aquarell. Maier, Ravensburg 1994, ISBN 3-473-48244-7
- Kobaltblau und Knoblauchpresse. Skizzen von einem Sommer in der Camargue. Kalle Books, Mundelsheim 2002
- Billy Backenzahn. Thienemann, Stuttgart/Wien/Bern 1998, ISBN 3-522-17177-2 (Sammelband)
- Karlfriedrich Fliegerich, der Summselbrummer. Galerie in der Töpferstube, Würzburg 1999, ISBN 3-924561-29-X
- Farbenzauber. Der Kreis Ludwigsburg in stimmungsvollen Impressionen. Silberburg, Tübingen 1999, ISBN 3-87407-324-6
- Süffelsünder. Gesichter und Getränke. Kalle Books, Mundelsheim 2002
- Koch-Kunst. Bilder und Rezepte. Kalle Books, Mundelsheim 2002
- Malermenüs. Landschaften und Leibgerichte. Kalle Books, Mundelsheim 2003
- Aquarellieren mit Fantasie. Schöpferisches Malen ohne Vorbild. Knaur, München 2003, ISBN 3-426-66813-0
- Karlheinz Groß - Stillleben und Landschaften. Städtische Galerie, Bietigheim-Bissingen 2004, ISBN 3-927877-57-3
- Malzeiten. Persönlichkeiten und Freunden in den Topf geschaut. Kalle Books, Mundelsheim 2005
- Künstler-Küche. Kunstschaffende der Region verraten ihre Lieblingsrezepte. Kalle Books, Mundelsheim 2007

## Auszeichnungen
- 1983: Auszeichnung der Stiftung Buchkunst für die Gestaltung der Mathematikbuch-Reihe des Klett-Verlags als Das schönste Buch des Jahres